# Sapyga multinotata
Sapyga multinotata is een vliesvleugelig insect uit de familie van de knotswespen (Sapygidae). De wetenschappelijke naam van de soort is voor het eerst geldig gepubliceerd in 1920 door Pic.